# Skrypofilistyka
Skrypofilistyka (ang. scrip = „świadectwo tymczasowe na akcje”; gr. philos = „kochany”) – dział numizmatyki, zajmujący się badaniem, opisem i kolekcjonowaniem historycznych papierów wartościowych, przede wszystkim akcji i obligacji.